# 珊瑚副脂䲁
珊瑚副脂䲁（學名：Paraclinus cingulatus），為輻鰭魚綱䲁形目脂䲁科副脂䲁屬的一個種，分布於西大西洋美國佛羅里達州南部至巴哈馬、大安地列斯群島、宏都拉斯海域，深度0至10公尺，本魚體長，吻鈍尖，頦尖無須狀觸鬚，鼻孔具觸鬚，眼上方有3-4條短而尖的觸鬚，頸背兩側具短而肉垂狀的觸鬚，鰓蓋棘狀突起，側線完整，連續，拱起於胸鰭上方，體乳白色至棕褐色，頭部有黑色和紅色雜色，從眼睛向下和向後有一條深色橫帶，身體上面橙色，下面白色，有3-4條黑帶，尾鰭顏色淺，基部有一條細黑帶，背鰭硬棘27-28枚，第3、4根背棘間有深缺口，背鰭軟條0枚、臀鰭硬棘2枚、臀鰭軟條15-16枚，體長可達3公分，棲息在珊瑚礁礫石區，生活習性不明。